# 杨羲
杨羲（330年—？），字羲和，东晋道士，是道教上清經的主要作者。元代茅山宗追尊楊羲為第二代宗師。

## 簡介
杨羲信奉天師道，与东晋护军长史许谧是好朋友，靠许谧推荐在晉简文帝登基前为简文帝服务，可能從簡文帝處得到公府舍人一職。
公元366年開始，楊羲自稱三茅真君、紫虛元君（魏華存）等仙真的降授，而陸續通靈，寫出《大洞真經》、《八素真經》、《靈書紫文》、《茅君內傳》等上清經傳，主要教授誦經和存思的修練方術。
許謐父子對楊羲深信不疑，把楊羲所寫的經傳和通神記錄都保存下來，在東晉後期和南朝時許氏後人把上清經傳傳授開去，對江南道教發展影響重大。南朝的顧歡和陶弘景都非常尊崇楊羲及其經書，後人稱這些特別信奉上清經的道士為「上清派」。